# Lotus Exos T125
La Lotus Exos T125 è un'autovettura monoposto ad uso esclusivamente in pista derivata dallo sviluppo della Lotus T127 di Formula 1. Il suo prezzo è di circa un milione di dollari e oltre alla monoposto nel prezzo è compreso un corso di 5 lezioni di guida in pista con degli istruttori come Jarno Trulli e l'ex campione del mondo di F1, Mika Häkkinen.

## Caratteristiche tecniche

### Motore
La Lotus Exos T125 monta un motore Cosworth GPV8, un V8 a 90° 3.8L aspirato capace di erogare 640cv (a 10.000rpm) e 450Nm (a 7.600rpm). I giri massimi del motore sono 10.500rpm durante la guida normale e 11.000rpm quando si attiva il push-to-pass. Solo il motore pesa 135 kg.

### Sospensioni
Le sospensioni sono del tipo a doppio braccio oscillante con molle push rod e bilanciere, l'altezza e la campanatura sono regolabili così come gli ammortizzatori e la barra antirollio.

### Trasmissione
La trasmissione è semi-automatica a 6 marce (più retromarcia) con pad al volante ad azionamento pneumatico; il volante segnala inoltre i tempi giusti di cambiata con indicatori led. La frizione è a tripla piastra creata tramite sinterizzazione.

### Telaio
Il telaio monoscocca è in fibra di carbonio mentre l'abitacolo è composto in Nomex e alluminio.

### Freni
I freni sono carboceramici e il sistema di azionamento è diviso tra anteriore e posteriore, ciascuno con una pompa regolabile per modificare il bilanciamento della frenata. I freni anteriori sono a 6 pistoncini mentre quelli posteriori a 4.